# M59/85

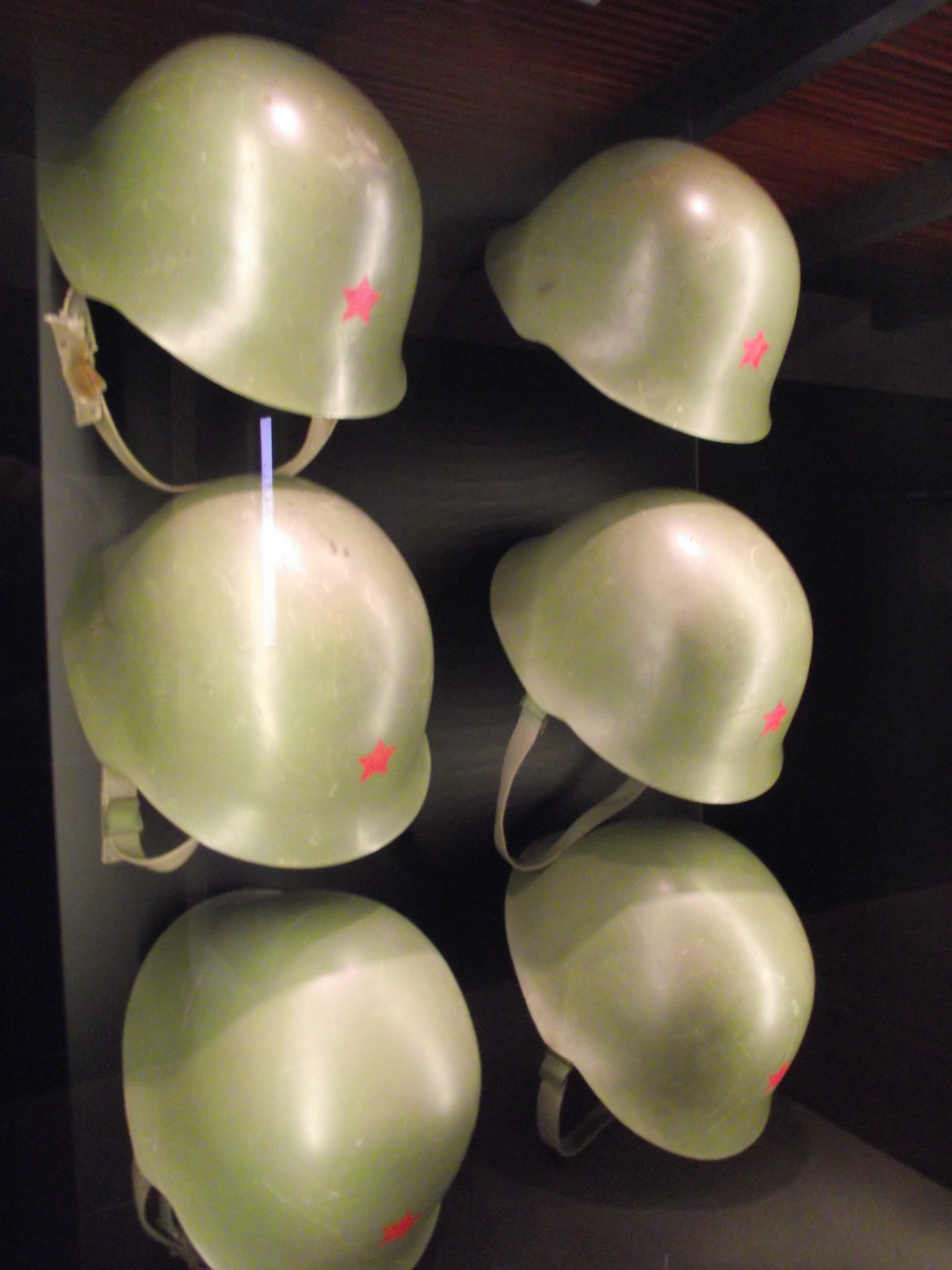

O M59/M85 é um capacete de combate iugoslavo. Eles foram produzidos em 1958 e 1985, como os nomes sugerem.
A forma do capacete foi baseado no Stahlhelm (M35) de origem alemã anteriormente utilizado pelo exército Jugoslavo.
Os capacetes são feitos de aço e tem um forro de couro parcialmente e existem muitas capas para este capacete.
Uma das capas é uma rede máscara, que foi usado pelos Fuzileiros Navais da Iugoslávia. 
Além disso, os capacetes, muitas vezes, tinha estrelas iugoslavas ou adesivos/autocolantes 
O M85 é um capacete mais moderno e tem um menor proteção posterior e do ouvido. Alguns M85 eram feitos de Kevlar , dando o utente muito mais proteção.
Estes capacetes eram o principal capacete de combatentes separatistas na Jugoslávia 